# Micang Shan
Micang Shan (米倉山 / 米仓山,  Mǐcāng Shān) ist ein Gebirge im Grenzgebiet der beiden chinesischen Provinzen Sichuan und Shaanxi. 
Es bildet die Wasserscheide zwischen den Flüssen Han Jiang und Jialing Jiang. Die alte Micang-Straße (Micang dao 米仓道) führt durch das Gebirge.